# Lijst van computerspellen van Sierra Entertainment
Dit is de lijst van computerspellen die zijn ontwikkeld en geproduceerd door Sierra Entertainment.
Opmerkingen
De lidwoorden the, it, an & a aan het begin van de naam worden genegeerd bij het ordenen op alfabet. Daarnaast worden voornamen en toevoegsels als Mister en Doctor niet meegenomen bij de alfabetische indeling.

## 0-9
- 3-D Helicopter Simulator
- 3-D Ultra Lionel Train Town Deluxe
- 3-D Ultra Minigolf
- 3-D Ultra NASCAR Pinball
- 3-D Ultra Pinball
- 3-D Ultra Pinball: Creep Night
- 3-D Ultra Pinball: The Lost Continent
- 3-D Ultra Pinball: Thrill Ride
- 3D Ultra Radio Control Racers

## A
- Aces of the Deep
- Aces of the Deep Expansion Disk
- Aces of the Pacific
- Aces Over Europe
- After Dark Games
- Air Bucks
- Alien Legacy
- Apple Cider Spider
- Arcanum: Of Steamworks and Magick Obscura
- Austin Powers: Operation Trivia

## B
- B.C. II: Grog's Revenge
- B.C.'s Quest for Tires
- Battle Bugs
- Battlestar Galactica
- Betrayal in Antara
- Birthright - The Gorgon's Alliance
- Bop-A-Bet

## C
- Caesar
- Caesar II
- Caesar III
- Caesar IV
- Cannonball Blitz
- CART Racing
- Casino Empire
- Castle of Dr. Brain
- Codename: ICEMAN
- Cleopatra: Queen of the Nile
- The Colonel's Bequest
- Conqueror A.D. 1086
- Conquests of Camelot: The Search for the Grail
- Conquests of the Longbow: The Legend of Robin Hood
- Contract J.A.C.K.
- Conquests of Camelot
- Conquests of the Longbow
- Cranston Manor
- Crash of the Titans
- Crash Tag Team Racing
- Crash: Mind over Mutant
- Crazy Nick's Picks - King Graham's Board Game Challenge
- Crossfire
- Curse You! Red Baron
- CyberGladiators
- Cyberstorm 2: Corporate Wars

## D
- The Dagger of Amon Ra
- Daryl F. Gates' Police Quest: SWAT
- Detroid
- Diablo: Hellfire
- Donald Duck's Playground
- Dr. Brain Thinking Games: IQ Adventure
- Dr. Brain Thinking Games: Puzzle Madness
- Dragon's Keep
- Driver's Education '98

## E
- Eat My Dust
- Earthsiege 2
- EcoQuest 2: Lost Secret of the Rainforest
- EcoQuest: The Search for Cetus
- Emperor: Rise of the Middle Kingdom
- Empire Earth
- Empire Earth: The Art of Conquest
- Eragon
- Evil Genius

## F
- Freddy Pharkas: Frontier Pharmacist
- F.E.A.R.

## G
- Gabriel Knight: Sins of the Fathers
- Gabriel Knight 2: The Beast Within
- Gabriel Knight 3: Blood of the Sacred, Blood of the Damned
- Geometry Wars 3: Dimensions
- Gold Rush!

## H
- Half-Life
- Half-Life: Blue Shift

## I
- Incredible Machine, The

## K
- King's Quest
- King's Quest I: Quest for the Crown
- King's Quest II: Romancing The Throne
- King's Quest III: To Heir is Human
- King's Quest IV: The Perils of Rosella
- King's Quest V: Absence Makes the Heart Go Yonder!
- King's Quest VI: Heir Today, Gone Tomorrow
- King's Quest VII: The Princeless Bride
- King's Quest VIII: Mask of Eternity

## L
- Leisure Suit Larry
- Leisure Suit Larry in the Land of the Lounge Lizards
- Leisure Suit Larry Goes Looking for Love (in Several Wrong Places)
- Leisure Suit Larry 3: Passionate Patti in Pursuit of the Pulsating Pectorals
- Leisure Suit Larry 5: Passionate Patti Does a Little Undercover Work
- Leisure Suit Larry 6: Shape Up or Slip Out!
- Leisure Suit Larry 7: Love for Sail!
- Leisure Suit Larry: Magna Cum Laude
- Lords of the Realm
- Lords of the Realm II
- Lords of the Realm III
- Lords of Magic

## M
- Manhunter: New York
- Manhunter: San Francisco

## P
- Pepper's Adventures in Time
- PGA Championship Golf 2000
- Phantasmagoria
- Phantasmagoria 2 : A Puzzle of Flesh
- Pharaoh
- Playtoons 1: Uncle Urchibald
- Playtoons 2: The Case of the Counterfeit Collaborator
- Playtoons 3: The Secret of the Castle
- Playtoons 4: The Mandarin Prince
- Playtoons 5: The Stone of Wakan
- Pinball Creep Night
- Police Quest: In Pursuit of the Death Angel
- Police Quest II: The Vengeance
- Police Quest III: The Kindred
- Police Quest IV: Open Season
- Police Quest: In Pursuit of the Death Angel
- Police Quest: SWAT 2
- Power Chess
- Pro Pilot '99
- Professional Bull Rider 2

## Q
- Quarky & Quaysoo's Turbo Science
- Quest for Glory
- Quest for Glory I
- Quest for Glory II: Trial by Fire
- Quest for Glory III: Wages of War
- Quest for Glory IV: Shadows of Darkness
- Quest for Glory V: Dragon Fire
- Quest for Glory: So You Want to Be a Hero (SCI Remake)

## R
- Rama
- Raymond E. Feist's Betrayal at Krondor
- Raymond E. Feist's Return to Krondor
- RC Racers II
- Red Baron
- Red Baron 3-D
- Red Baron II
- Red Baron: Mission Builder
- Return of the Incredible Machine: Contraptions
- Rise of the Dragon
- Robert E. Lee: Civil War General
- Robert Ludlum's The Bourne Conspiracy

## S
- Sammy Lightfoot
- Shadow of Yserbius
- Shivers
- Shivers 2: Harvest of Souls
- Sid & Al's Incredible Toons
- Sierra Championship Boxing
- Silent Thunder
- Silpheed
- Slater & Charlie Go Camping
- SODA Off-Road Racing
- Softporn Adventure
- Sorcerian
- Space Bucks
- Space Quest
- Space Quest I: The Sarien Encounter
- Space Quest II: Vohaul's Revenge
- Space Quest III: The Pirates of Pestulon
- Space Quest IV: Roger Wilco and the Time Rippers
- Space Quest V: The Next Mutation
- Space Quest 6: The Spinal Frontier
- Space Quest: The Sarien Encounter
- Space Quest: The Sarien Encounter (SCI remake)
- Starsiege
- Starsiege: Tribes
- Stay Tooned!
- Stellar 7 (remake van spel uit 1982 dat niet van Sierra was)
- SWAT 3: Close Quarters Battle
- SWAT 4
- SWAT 4: The Stetchkov Syndicate

## T
- Take a Break! Crosswords
- Take a Break! Pinball
- Team Fortress Classic
- Throne of Darkness
- Thexder
- Thexder 95
- Threshold
- Time Zone
- TimeShift
- Torin's Passage
- Total Meltdown
- Tribes: Aerial Assault
- Troll's Tale
- Trophy Bass

## U
- Ultima II: The Revenge of the Enchantress
- Ultima: Escape from Mt. Drash
- Ultimate Soccer Manager 98
- Ulysses and the Golden Fleece
- Urban Runner

## V
- Viper Racing

## W
- Winnie the Pooh in the Hundred Acre Wood
- Wizard and the Princess
- Wizard of ID's WizType
- WWII

## X Y Z
- Yobi's Basic Spelling Tricks
- You Don't Know Jack
- You Don't Know Jack XL (X-Tra Large)
- You Don't Know Jack: 5th Dementia
- You Don't Know Jack: Louder! Faster! Funnier!
- You Don't Know Jack: Offline
- You Don't Know Jack: The Irreverent Collection
- You Don't Know Jack: Volume 3
- You Don't Know Jack: Volume 4: The Ride
- Zeliard